# Я родом з дитинства
 «Я родом з дитинства» (рос. «Я родом из детства») — білоруський радянський художній фільм 1966 року режисера Віктора Турова.

## Сюжет
Про дитинство тих, хто під час німецько-радянської війни вперше переніс тягар втрати близьких, бажання мстити ворогові і прагнення до щастя...

## У ролях
- Таня Овчинко
- Едуард Довнар
- Валерій Зубарєв
- Віктор Колодкин
- Галина Супрунова
- Світлана Турова
- Єлизавета Уварова
- Рита Гладунко
- Аріна Алейникова
- Євген Ташков
- Ніна Ургант
- Володимир Висоцький
- Володимир Белокуров
- Павло Кормунін
- Борис Сивицький
- Борис Руднєв
- Станіслав Хитров
- Олена Добронравова — епізод (немає в титрах)

## Творча група
- Сценарій: Геннадій Шпаликов
- Режисер-постановник: Віктор Туров
- Оператор-постановник: Олександр Княжинський
- Композитор: Євген Глєбов
- Художник-постановник: Євген Ганкін